# Хужіє
Хужіє (перс. هوژيه) — село в Ірані, у дегестані Хейран, в Центральному бахші, шагрестані Астара остану Ґілян. У переписі 2006 року вказане як окремий населений пункт, але без відомостей про чисельність населення.

## Клімат
Середня річна температура становить 12,21°C, середня максимальна – 26,95°C, а середня мінімальна – -2,55°C. Середня річна кількість опадів – 680 мм.
| Клімат поселення                              | Клімат поселення | Клімат поселення | Клімат поселення | Клімат поселення | Клімат поселення | Клімат поселення | Клімат поселення | Клімат поселення | Клімат поселення | Клімат поселення | Клімат поселення | Клімат поселення | Клімат поселення |
| Показник                                      | Січ.             | Лют.             | Бер.             | Квіт.            | Трав.            | Черв.            | Лип.             | Серп.            | Вер.             | Жовт.            | Лист.            | Груд.            |                  |
| Середній максимум, °C                         | 8,92             | 8,98             | 11,10            | 15,91            | 20,49            | 24,90            | 26,95            | 26,42            | 22,06            | 18,10            | 13,19            | 9,48             |                  |
| Середня температура, °C                       | 3,19             | 3,25             | 5,36             | 10,17            | 14,76            | 19,17            | 22,68            | 22,15            | 17,78            | 13,84            | 8,92             | 5,20             |                  |
| Середній мінімум, °C                          | −2,55            | −2,49            | −0,37            | 4,42             | 9,01             | 13,42            | 18,42            | 17,90            | 13,52            | 9,56             | 4,65             | 0,92             |                  |
| Норма опадів, мм                              | 52               | 51               | 63               | 54               | 51               | 31               | 14               | 33               | 76               | 115              | 81               | 59               |                  |
| Середньомісячна швидкість вітру, м/с          | 2.30             | 2.70             | 2.50             | 2.54             | 2.32             | 2.45             | 2.60             | 2.49             | 2.09             | 2.06             | 2.07             | 2.20             |                  |
| Середньомісячна сонячна радіація, кДж/м²·день | 7039             | 9511             | 11540            | 15873            | 19917            | 22712            | 23767            | 20081            | 16247            | 11149            | 8409             | 6552             |                  |
| --------------------------------------------- | ---------------- | ---------------- | ---------------- | ---------------- | ---------------- | ---------------- | ---------------- | ---------------- | ---------------- | ---------------- | ---------------- | ---------------- | ---------------- |
| Джерело:                                      |                  |                  |                  |                  |                  |                  |                  |                  |                  |                  |                  |                  |                  |